# II. Philipposz makedón király
II. Philipposz, magyarosan II. Fülöp (ógörögül: Φίλιππος Βʹ ὁ Μακεδών, latinul: Philippus II), (Pella, i. e. 382 – Aigai, i. e. 336 októbere) Makedónia királya, i. e. 355-től 336-ig uralkodott. Hét házasságából hat gyermeke született, egyikük, Alexandrosz követte a trónon.
Philipposz Makedóniában született III. Amüntasz makedón király fiaként, de fiatal kora miatt nem ő volt a korona fő várományosa. A trónra bátyja, II. Alexandrosz került, aki – egy békeszerződés értelmében – i. e. 368-ban Thébaiba küldte, ahol túszként tartózkodott, egészen i. e. 365-ig. Itt magas színvonalú oktatásban részesült és korszerű hadi szokásokkal is megismerkedett (többek között itt sajátította el a ferde phalanx alkalmazását).
I. e. 368-ban meggyilkolták II. Alexandroszt, és helyére III. Perdikkasz, a másik báty lépett. Az új uralkodó i. e. 365-ben visszahozatta öccsét Makedóniába. Ekkor az országot délről más görög poliszok terjeszkedése fenyegette, és a trák hódítók is jelentős makedón területeket vontak ellenőrzésük alá. Miután a harcokban III. Perdikkasz elesett (i. e. 359), átmenetileg gyámság alá került, de a hadsereg a Thébaiban megismert mintára való átszervezését elkezdhette. I. e. 355-ben került a trónra, és hozzálátott hatalmának megerősítéséhez. Új, modern, jól felszerelt hadsereget szervezett a klasszikus phalanx hadviselés továbbfejlesztésével. 8000 fős hadseregével sikert sikerre halmozva visszaszorította az illíriai hódítókat, visszafoglalta Makedónia megszállt területeit és gyarapította országa területét.
A több évig elhúzódó hadjáratok során rátette kezét Illíriára, Trákiára és Paióniára is. Komoly pénzügyi reformja  és a trák aranybányák biztosították az anyagi forrásokat a katonai expedícióihoz. Philipposz mégsem hódításaira, hanem diplomáciai sikereire volt a legbüszkébb.  A vele rivális poliszokat gyakran kijátszotta egymás ellen, és a makedón érdekeket szem előtt tartva hol az egyik, hol a másik oldalon nyújtott katonai támogatást. Hamarosan más hellén poliszok is makedón fennhatóság alá kerültek. A háborúk során felvirágzott Makedónia gazdasága és kereskedelme.

II. Philipposz birodalma i. e. 336-ban

I. e. 356-ban született meg fia, Alexandrosz, akit kemény fizikai és szellemi neveltetésben részesített, néhány évig a világ akkori leghíresebb tudósa, Arisztotelész volt a tanára. II. Philiphosz mellett az ifjú herceg már korán elsajátíthatta az uralkodást és a hadsereg irányítását. Hellasz, hogy megelőzze a makedónok dominanciáját, egyesítette erőit és fellázadt Philipposz uralma ellen. Az i. e. 338-ban megvívott khairóneiai sorsdöntő ütközetben azonban Philipphosz fényes győzelmet aratott ellenfelein. Ebben az ütközetben a 18 éves Alexandrosz vezette a balszárnyon a lovassági támadást, szétzúzva a thébai szent csapatot, a kor egyik legütőképesebb elit alakulatát, jelentős segítséget nyújtva ezzel atyjának. 
A győzelmet követően II. Philipphosz szövetségbe kényszerítette a görög államokat, amelynek vezérül saját magát választotta meg.
Miután ez megtörtént, minden figyelmét Perzsia felé fordította, mert a görögök veszélyeztetettségük megoldását a perzsa birodalom meghódításában látták, és az i. e. 490-ben megindított perzsa inváziókat is meg akarták bosszulni a gyengélkedő perzsák ellen.
II. Philipposz vezetésével az i. e. 338-ban, Korinthoszban megtartott összgörög kongresszuson megalakult a Korinthoszi Szövetség. I. e. 337-ben egy hadsereget is küldött Parmenion vezetésével, hogy átkeljenek Kis-Ázsiába, előkészítve a nagy hadjáratot. A királynak azonban már nem volt lehetősége valóra váltani az álmát, mert i. e. 336-ban a tiszteletére rendezett ünnepélyen a saját testőre, Pauszaniasz meggyilkolta. A trónon kivételes képességű fia, III. Alexandrosz követte, aki seregével átkelt a Hellészpontoszon és hosszú évekig tartó katonai hadjárata során megdöntötte III. Dareiosz perzsa király hatalmát.